# La Peur en mémoire

La Peur en mémoire (Reverse Angle) est un téléfilm canadien de Philippe Gagnon, diffusé en 2009 au Canada sur The Movie Network et aux États-Unis.

## Synopsis
L'ingénieur Ned Larfield a fabriqué dans son atelier une voiture fonctionne sans essence. Le directeur d'une firme pétrolière envoie deux de ses hommes de main pour faire disparaitre l'invention.
L'équipe de télévision qui était venue chez Ned Larfield a alors un accident de la route : seule la journaliste Eve Preston en réchappe, mais avec une amnésie.

## Fiche technique
- Titre original : Reverse Angle
- Titre français : La Peur en mémoire
- Titre italien : I ricordi di Eve
- Réalisation : Philippe Gagnon
- Scénario : Peter Vanderwall
- Musique : Samuel Laflamme et Mathieu Vanasse
- Photographie : Daniel Villeneuve
- Montage : Isabelle Malenfant
- Direction artistique : André Chamberland
- Costumes : Nicole Pelletier
- Société de production :  Incendo Productions
- Pays d'origine :  Canada
- Genre : Policier
- Durée : 105 minutes
- Dates de sortie : 
  -  2009
  -  3 mai 2009
  -  12 juillet 2010

## Distribution
- Emmanuelle Vaugier (V. F. : Marion Dumas) : la journaliste Eve Preston
- Michel Perron (V. F. : Éric Peter) : Ned Larfield
- Anthony Lemke (V. F. : Arnaud Arbessier) : Harry Griggs
- Alain Goulem (V. F. : Thierry Mercier) : Black
- David Patrick Green (V. F. : Antoine Nouel) : Murray

Sources et légende : Version française (V. F.) selon le carton de doublage.